# قلعة كريم خان زند
 قلعة كريم خان زند (بالفارسية: ارگ کریم‌خان)، قلعة تاريخية في مدينة شيراز في مقاطعة شيراز في محافظة فارس في جنوب إيران. قلعة تاريخية مشهورة في إيران. لذلك يعرف بـ (اوسجن كريم خان)، قصر ملكي ومكان سكن كريم خان زند حاكم شيراز ومؤسس الدولة الزندية في فارس.

## تاريخ بناء القلعة
لقد أمر «كريم خان» بتشييد القلعة بين عامي 1766 و1767 للميلاد، لبناء القصر قام كريم خان باستخدام أفضل المعمارين والنحاتين والفانين وقام بجلبهم من جميع انحاء إيران وكذلك قام باستعمال أفضل مايمكن في البناء.

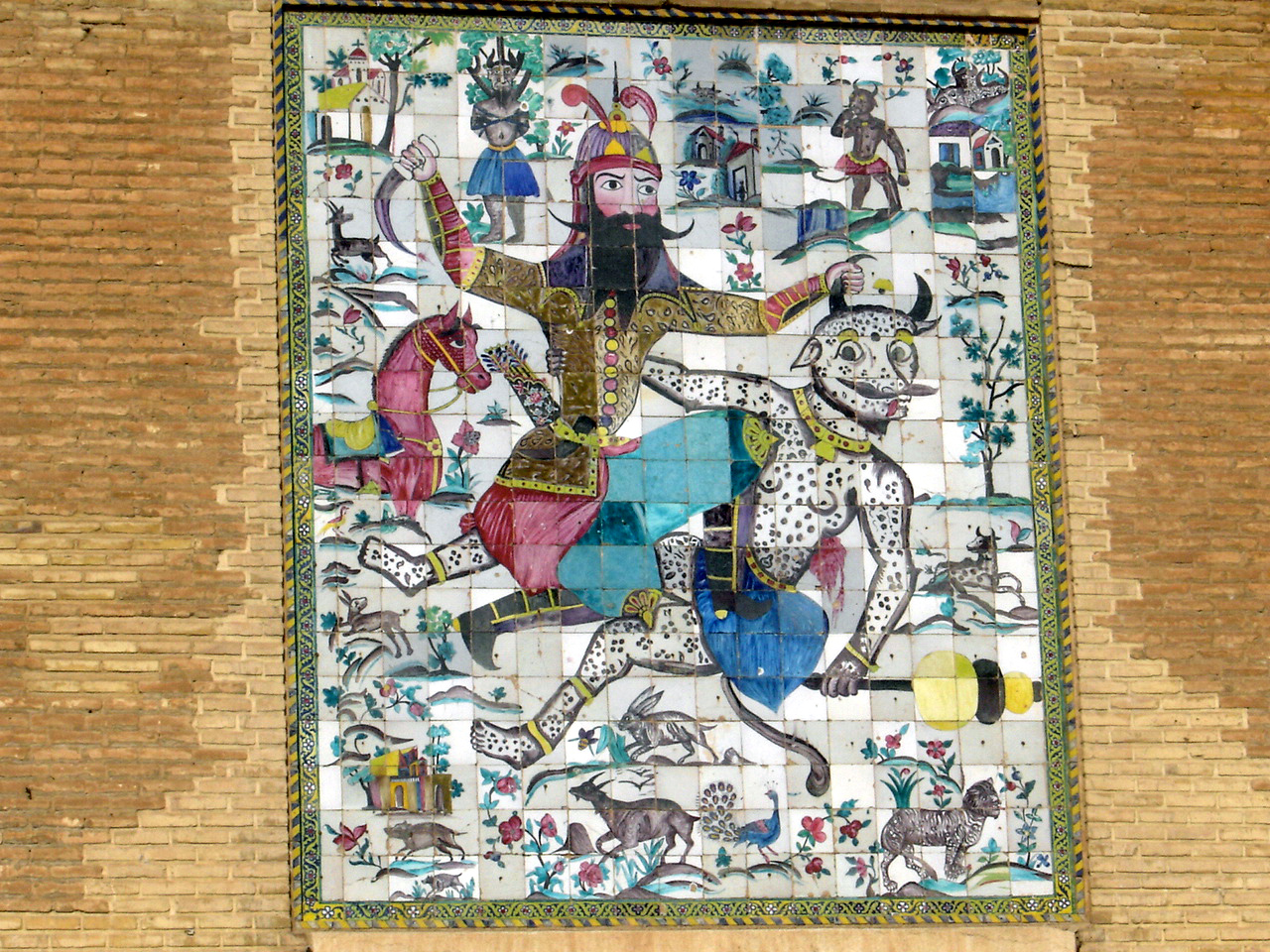
لوحة: رستم في حال قتل المارد الأبيض على المدخل باب القلعة

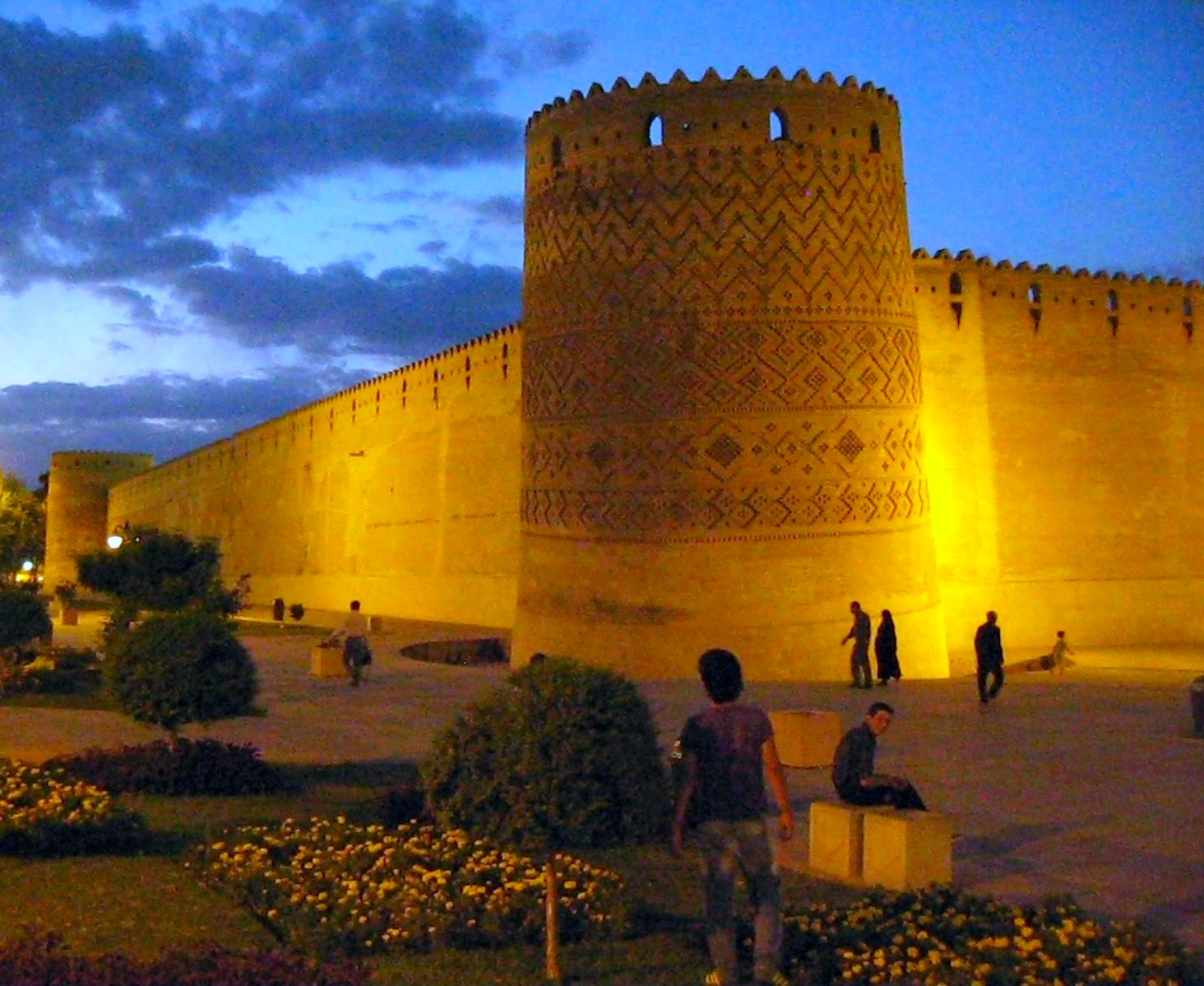
منظر ليلي للقلعة

## وصف القلعة
لقد تم المزج بين البناء العسكري والسكني في القلعة لان القلعة هي مكان سكن الملك ولاجل ذلك يجب ان تكون درجات السلامة فيها أفضل مايمكن، لذا تم إنشاء الجدران الخارجية كما في المعسكرات بارتفاع 15 متر، الجدران على شكل مخروط في الاسفل بسماكة 3 امتار وفي الاعلى اقل نسبيا، في الاعلى يوجد مكان لاستقرار العسكر.

## المدخل
الضلع الشرقي للقلعة هو حائط مرتفع نسبيا حيث ان المدخل الرئيسي في وسطه، فوق بوابة المدخل لوحة تمثل صراع رستم مع المارد الابيض بالفارسية: (جنگ رستم با ديو سفيد). مصنوع من السيراميك المطلي.

## الأجزاء الداخلية للقلعة والمواد المستخدمة
حمام الملك الخاص، الممر وغرفة الحرس هي الأخرى مبنية خلف الجدار. مقابل الإيوان يوجد عمودين من الخشب وامامهما حوض رباعي الاضلاع.
المواد المستعملة في البناء هي في الغالب خليط من الطين المحروف والحجر. الزخارف والتزئينات الداخلية وتشمل الاطارات والرفوف جميعها من حجر المرمر المستقدم من مدينتي يزد وتبريز، المرايا الكبيرة من روسيا وتركيا العثمانية واروبا. الرسوم في السقف مرسومه بماء الذهب واللاجورد والوان نباتية ومعدنية. ان بناء القلعة من الابنية ذات ثلاث ايوانات وان قسم المدخل هو للامور الخدمية.

## اضمحلال حكم الزندية
بعد اضمحلال الحكم الدولة الزندية ومجئ القاجاريين تم الاستفادة من القلعة كدارالحكومة ومكان لاستقرار الولاة والحكام في شيراز واستمر الحال إلى بداية الحكم البهلوي.لقد تم ترميم السيراميك بامر من والى شيراز عبدالحسين ميرزا فرمانفرما (1236-1318)للسنة الشمسية.

## في عهد البهلوي
وفي عهد الدولة البهلوية تم الاستفادة من القلعة في عهد حكم رضا خان بهلوي (1304-1320 للسنة الشمسية) كسجن مركزي في شيراز وتم تقسيم الصالات الكبيرة إلى غرف صغيرة لهذه الغاية. لقد سجن في هذه القلعة المهيبة الثائر المعروف شمد لاوري، وثم هرب منها. وكان ثائراً على الحكومة الإيرانية.

## تحوبله إلى المتحف
وفي عام 1350 للسنة الشمسية. تم تسليم القلعة إلى دائرة التراث الوطني وبدء العمل بعمليات الصيانة فيها وتحويلها إلى متحف وطني.

## معرض الصور

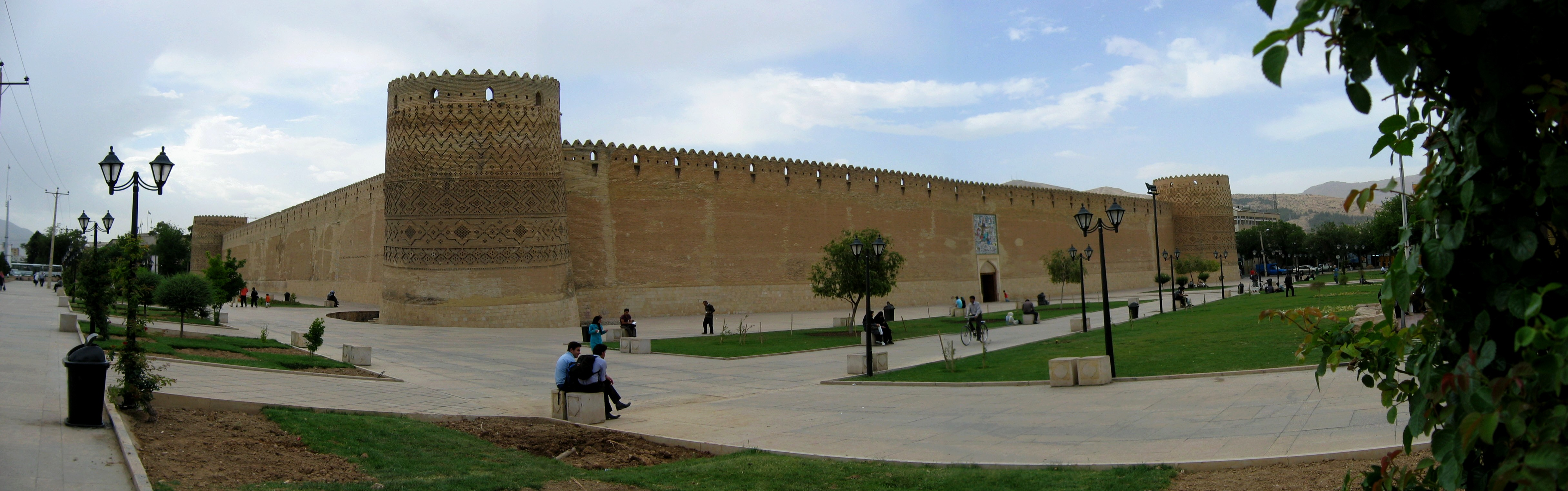
منظر بانورامي لقلعة كريم خان زند في شيراز

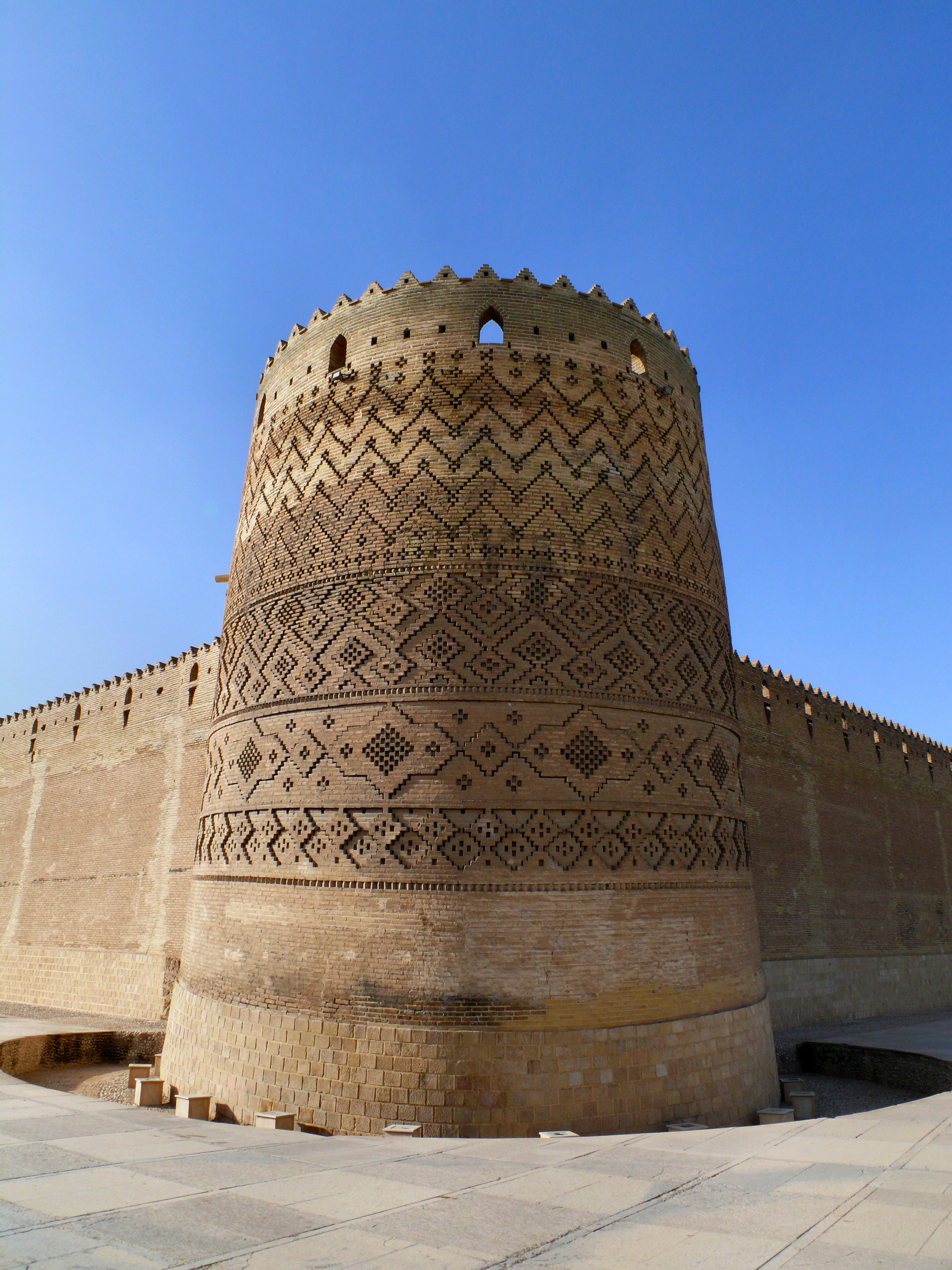
قلعة كريم خان زند
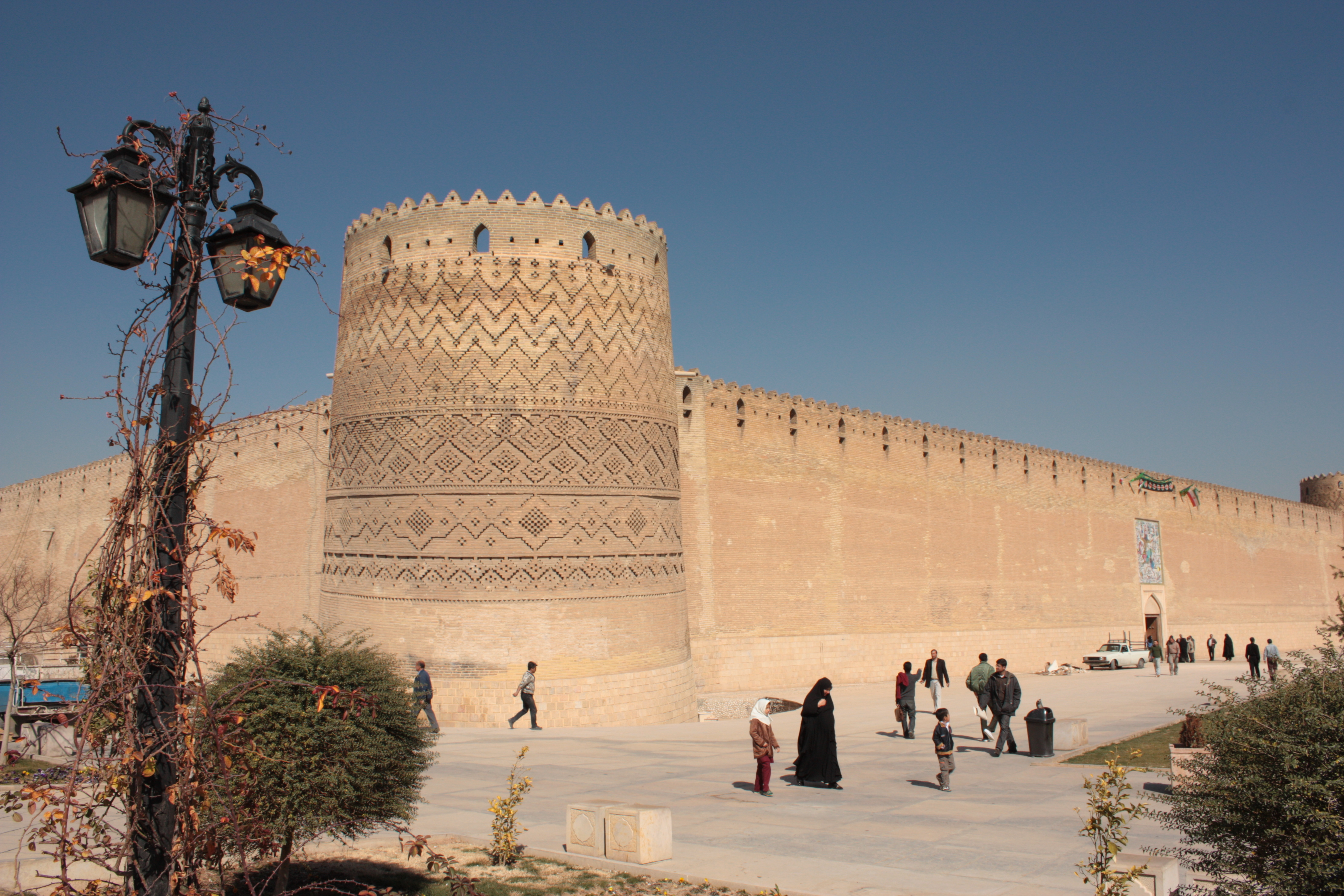
قلعة كريم خان زند
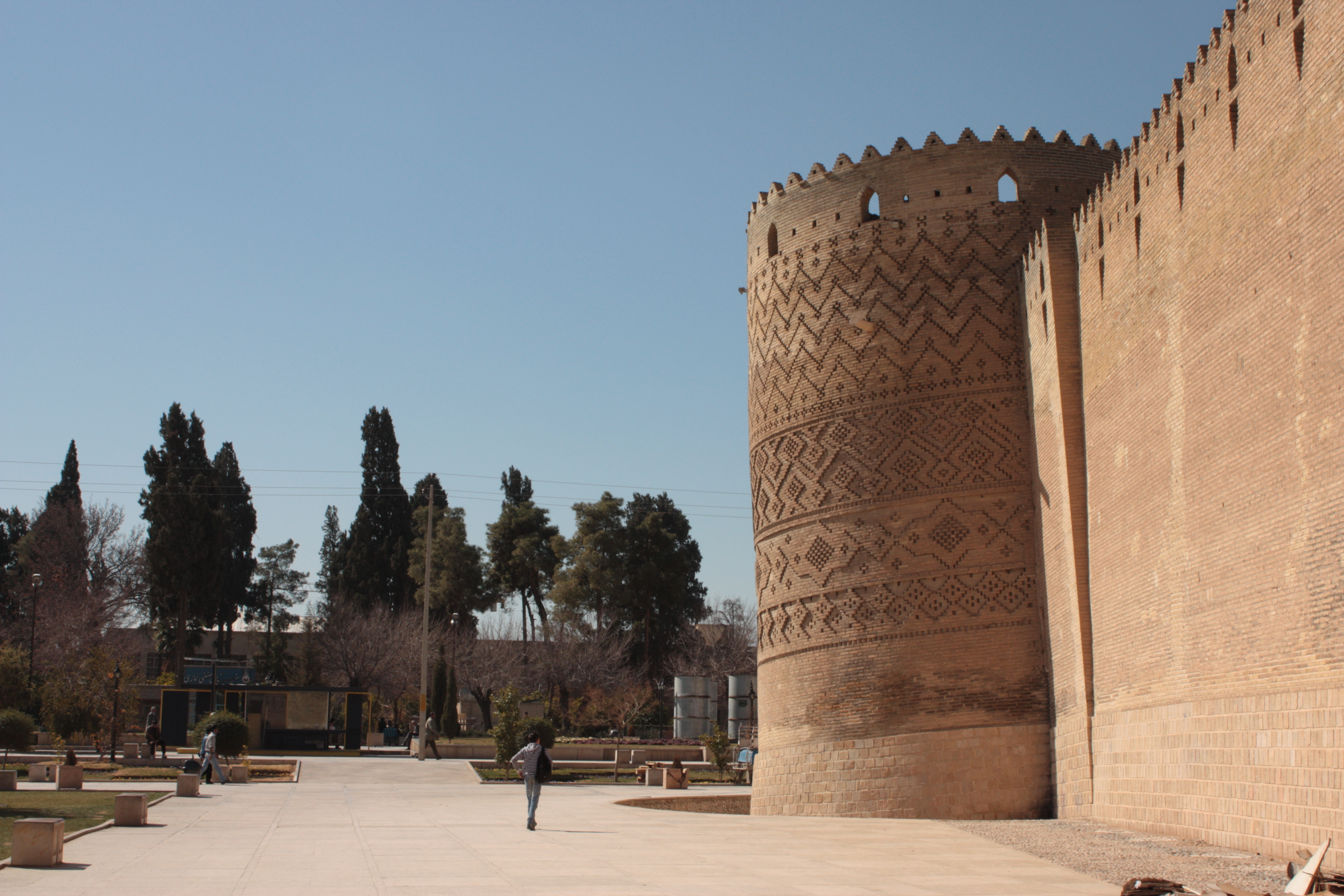
قلعة كريم خان زند